# Escala de Shulgin
A escala de Shulgin é uma escala simples que mede o efeito subjetivo oriundo do uso de substâncias ditas psicoativas, alucinógenas, psicodélicas ou enteógenas. O sistema foi desenvolvido com fins de pesquisa pelo bioquímico Alexander Shulgin e detalhado em seu livro intitulado PiHKAL (Fenetilaminas que eu conheci e amei: uma história de amor química, em tradução livre do título do livro).
Segue abaixo excerto traduzido do livro, sobre os níveis da escala de Shulgin:
MAIS / MENOS (+/-) O nível e efetividade de um elemento que indica a ação inicial de uma droga. Se uma dose alta produz uma resposta alta, então esta denominação é válida. Se no caso a dosagem elevada não surtir nenhum efeito, então trata-se de um falso positivo.
MAIS UM (+) A droga é certamente bem ativa. O tempo pode ser medido com certa acuidade, mas a natureza dos efeitos da droga ainda não são aparentes.
MAIS DOIS (++) Ambos o tempo e a natureza da ação de uma droga são sem dúvida aparentes. Mas você ainda possui escolha se irá aceitar a aventura, ou continuar com os seus planos diários normais. Os efeitos podem ter grande influência, ou podem ser reprimidos e tomar um papel secundário em relação a outras atividades escolhidas.
MAIS TRÊS (+++) Não somente o tempo e a natureza da ação de uma droga são bem claras, e ignorar sua ação é impossível de se ignorar. O sujeito está totalmente comprometido na experiência, para o bem ou para o mal.
MAIS QUATRO (++++) Um estado transcendental raro e precioso, que é chamado de "pico da experiência", uma "experiência religiosa", "transformação divina", um "estado de Samādhi" e muitos outros nomes em outras culturas. Ele não tem relação com as medições anteriores da intensidade da droga. É um estado de conexão com o mundo interior e exterior, um estado místico e de graça, que provém da ingestão de uma substância psicodélica, sendo algo que pode não se repetir após a ingestão da mesma substância. Se uma droga (ou técnica ou processo) fosse descoberta e esta pudesse produzir de forma consistente uma experiência mais quatro em todos os seres humanos, é possível afirmar que este poderia assinalara evolução final, e talvez o fim do experimento humano.
— Alexander Shulgin, PiHKAL, 1991
Uso
A escala de Shulgin é comumente utilizada em conjunto com mais outros componentes, como: a identificação química da substância ingerida, a dosagem, uma descrição narrativa dos efeitos em termos de visões, sensações, e variações durante o decorrer da experiência de cunho emocional, sensorial, mental.
Exemplo de texto narrativo:
(com 50ml) Uma intensa experiência. Levo uma hora para atingir um efeito mais três. Os sons das músicas xamânicas ganham uma profundidade e uma emotividade maiores, mandalas e visões do passado começam a aparecer. Ânsia de vômito após 2 horas. Após o fim dos efeitos, ficam alguns resquícios de vultos periféricos na visão.